# Cavan (Einheit)
Der Cavan war ein Gewichts- und Volumenmaß auf einigen philippinischen Inseln und in Manila.

## Masseneinheit
Das sogenannte Getreidemaß wurde für Korn- und Hülsenfrüchte und auch für Reis verwendet.
- 1 Cavan Reiß = 50 Pfund (span.) = 47 Pfund (Markgewicht)

## Volumeneinheit
Das (der) Cavan war ein Volumenmaß für trockene Ware (Getreidemaß) auf den Philippinen. In den Provinzen Albay, Ambos Camarines, Antique, Basilan, Bataan, Batangas, Benguet, Bohol, Cagayan, Cavite, Cebu, Cotabato, Dapitan, Davao, Ilocos Norte, Ilocos Sur, Iloilo, Isabela, Jolo, La Union, Lepanto-Bontoc, Leyte, Manila, Marinduque, Mindoro, Misamis, Negros Occidental, Negros Oriental, Nueva Ecija, Nueva Vizcaya, Pampanga, Pangasinan, Paragua, Paragua Sur, Rizal, Samar, Tarlac, Tayabas (heute Quezon), Zambales und Zamboanga galten die Werte diese Seite. Abweichungen in anderen Provinzen und Inselteile gab es.
- 1 Cavan = von etwa 2¼ Scheffel
- 8 Chupas = 1 Ganta
  - 1 Chupa = 3,75 Kubikzentimeter =0,375 Liter
- 25 Ganta = 1 Cavan = 75 Liter